# 긴테쓰 가시하라선
가시하라 선(일본어: 橿原線)은 일본 나라현 나라시의 야마토사이다이지 역과 나라 현 가시하라시의 가시하라진구마에 역을 잇는 긴키 닛폰 철도의 철도 노선이다.

## 노선 정보
- 노선 거리 (영업 거리) : 23.8 km
- 궤간 : 1435mm
- 역 수 : 17역 (기종점역 · 야기니시구치 역 포함)
- 복선화 구간 : 전 구간
- 전철화 구간 : 전 구간 전철화 (직류 1500V)
- 폐색 방식 : 자동폐색식
- 최고속도 : 100 km/h (특급), 95 km/h (일반 종별)

전 노선, 오사카 수송 총괄부의 관할이다.

## 역 목록
범례
● : 정차, | : 통과,▲：낮 동안 만 정차
보통 열차는 생략 : 각 역에 정차
#표시 역은 열차 대피 가능 역
| 역명             | 일어 역명        | 역 번호        | 로마자 역명        | 역간 거리      | 누계 거리      | 급행                                                   | 접속 노선                                                  | 소재지                                                 | 소재지                                                 |
| ---------------- | ---------------- | -------------- | ------------------ | -------------- | -------------- | ------------------------------------------------------ | ---------------------------------------------------------- | ------------------------------------------------------ | ------------------------------------------------------ |
| 직결 운행 구간   | 직결 운행 구간   | 직결 운행 구간 | 직결 운행 구간     | 직결 운행 구간 | 직결 운행 구간 | 야마토사이다이지 역에서 ○급행・보통…교토 선 교토역까지 | 야마토사이다이지 역에서 ○급행・보통…교토 선 교토역까지     | 야마토사이다이지 역에서 ○급행・보통…교토 선 교토역까지 | 야마토사이다이지 역에서 ○급행・보통…교토 선 교토역까지 |
| 야마토사이다이지 | 大和西大寺       | B26            | Yamato-Saidaiji    | -              | 0.0            | ●                                                      | 긴키 닛폰 철도 B 교토 선 · A 나라 선 (A26)                 | 나라시                                                 | 나라시                                                 |
| 아마가쓰지       | 尼ヶ辻           | B27            | Amagatsuji         | 1.6            | 1.6            | ｜                                                     |                                                            | 나라시                                                 | 나라시                                                 |
| 니시노쿄         | 西ノ京           | B28            | Nishinokyo         | 1.2            | 2.8            | ▲                                                      |                                                            | 나라시                                                 | 나라시                                                 |
| 구조             | 九条             | B29            | Kujo               | 1.2            | 4.0            | ｜                                                     |                                                            | 야마토코리야마시                                       | 야마토코리야마시                                       |
| 긴테쓰코리야마   | 近鉄郡山         | B30            | Kintetsu-Koriyama  | 1.5            | 5.5            | ●                                                      |                                                            | 야마토코리야마시                                       | 야마토코리야마시                                       |
| 쓰쓰이           | 筒井             | B31            | Tsutsui            | 2.9            | 8.4            | ｜                                                     |                                                            | 야마토코리야마시                                       | 야마토코리야마시                                       |
| 히라하타 #       | 平端             | B32            | Hirahata           | 1.5            | 9.9            | ●                                                      | 긴키 닛폰 철도 H 덴리 선 (H32)                             | 야마토코리야마시                                       | 야마토코리야마시                                       |
| 패밀리코엔마에   | ファミリー公園前 | B33            | Family-Koemmae     | 1.0            | 10.9           | ｜                                                     |                                                            | 야마토코리야마시                                       | 야마토코리야마시                                       |
| 유자키           | 結崎             | B34            | Yuzaki             | 1.5            | 12.4           | ｜                                                     |                                                            | 시키군                                                 | 가와니시 정                                            |
| 이와미           | 石見             | B35            | Iwami              | 1.4            | 13.8           | ｜                                                     |                                                            | 시키군                                                 | 미야케정                                               |
| 다와라모토       | 田原本           | B36            | Tawaramoto         | 2.1            | 15.9           | ●                                                      | 긴키 닛폰 철도 I 다와라모토 선 … 니시타와라모토 역 (I36)   | 시키군                                                 | 다와라모토정                                           |
| 가사누이         | 笠縫             | B37            | Kasanui            | 1.4            | 17.3           | ｜                                                     |                                                            | 시키군                                                 | 다와라모토정                                           |
| 니노쿠치         | 新ノ口           | B38            | Ninokuchi          | 1.8            | 19.1           | ｜                                                     |                                                            | 가시하라시                                             | 가시하라시                                             |
| 야마토야기       | 大和八木         | B39            | Yamato-Yagi        | 1.4            | 20.5           | ●                                                      | 긴키 닛폰 철도 D 오사카 선 (D39)                           | 가시하라시                                             | 가시하라시                                             |
| 야기니시구치     | 八木西口         | B40            | Yagi-Nishiguchi    | 0.0            | 20.5           | ●                                                      | 서일본 여객철도 사쿠라이 선 (만요마호로바 선) … 우네비역   | 가시하라시                                             | 가시하라시                                             |
| 우네비고료마에   | 畝傍御陵前       | B41            | Unebigoryomae      | 2.3            | 22.8           | ●                                                      |                                                            | 가시하라시                                             | 가시하라시                                             |
| 가시하라진구마에 | 橿原神宮前       | B42            | Kashiharajingu-mae | 1.0            | 23.8           | ●                                                      | 긴키 닛폰 철도 F 미나미오사카 선 (F42) · F 요시노 선 (F42) | 가시하라시                                             | 가시하라시                                             |
| 직결 운행 구간   | 직결 운행 구간   | 직결 운행 구간 | 직결 운행 구간     | 직결 운행 구간 | 직결 운행 구간 | 히라하타 역에서 ○급행・보통…덴리 선 덴리역까지         | 히라하타 역에서 ○급행・보통…덴리 선 덴리역까지             | 히라하타 역에서 ○급행・보통…덴리 선 덴리역까지         | 히라하타 역에서 ○급행・보통…덴리 선 덴리역까지         |

1. ↑  천리교의 제사가 일어날 때의 덴리 역 발착의 급행은, 난바 선오사카난바 역에도 직통한다. なお、한신 본선산노미야역에서 운행될 수있다.